# Église Saint-Pierre du Grand-Quevilly
Pour les articles homonymes, voir Église Saint-Pierre.
L'église Saint-Pierre est une église catholique située au Grand-Quevilly, en France.

## Localisation
L'église est située dans le département français de la Seine-Maritime, sur la commune du Grand-Quevilly.

## Historique
L'édifice est inscrit au titre des monuments historiques en 1933.